# Pretty Vacant
A Pretty Vacant a Sex Pistols angol punk együttes harmadik kislemeze, amelyik 1977. július 1-jén jelent meg. A dal szerepelt az együttes egyetlen lemezén. A dal kapcsán szerepelt az együttes először a brit Top of the Pops zenei műsorban (az együttes ezt követően csak 1996-ban tűnt fel a műsorban). A dal Johnny Rotten kiejtése miatt lett hírhedt, a "vacant" (üres, szabad) utolsó szótagát kihangsúlyozza, mintha a "cunt" (pina) szót énekelné. Glen Matlock állítása szerint a riffet az ABBA együttes S.O.S. dala inspirálta. A kislemez B-oldalán a The Stooges együttes No Fun című dalának feldolgozása szerepel, amelyet komolyabb gyakorlás nélkül játszottak fel.
A dal videóklipje (a God Save the Queen-nel együtt) a Top Of The Pops műsorba készült 1977. július 11-én és 12-én az ITN Wells streeti stúdiójában, Londonban. 11-én kidobták őket, miután sörösüvegeket dobáltak az operatőrre, a felvételeket végül 12-én mégis befejezték.
A New Musical Express az 1977-es év legjobb kislemezének választotta a dalt. 2005 márciusában a Q magazin a 26. legjobb gitárdalának nevezte 100-as listáján.

## Feldolgozások
Joey Ramone a gitárriffet felhasználta a What a Wonderful World-feldolgozásába.
A Shikisha dél-afrikai popegyüttes 1996-ban jelentette meg a dal feldolgozását.
A Les Négresses Vertes és Lady Sovereign is feldolgozták a számot, utóbbi hallható a The O.C. sorozatban is.
Joan Jett is kiadta a saját feldolgozását, a Na Magairlí ír együttes 1981-ben adta elő a dal ír változatát Folamh go Deas címmel. A The Ukrainians elkészítette az ukrán nyelvű változatot.

## A populáris kultúrában
A dal hallható a The Runaways – A rocker csajok című 2010-es filmben. A szám feltűnt a skate és Guitar Hero World Tour videojátékokon (utóbbi játékhoz új változat készült, ami 2007. október 16-án volt letölthető az iTuneson).
A Pretty Vacant volt a rövid életű The Vacant Lot szkeccs-komédia főcímdala. Hallható továbbá az 1981-es American Pop filmben. Chris Miles, a Skins című sorozat egyik karaktere többször feltűnik egy "pretty vacant" feliratú pólóban.
A dal része volt a "frankie and june say ... Thanks Tim" válogatásnak, melyet a 2012. évi nyári olimpiai játékok megnyitóján mutattak be.